# 고현승
고현승(1971년 ~ )은 대한민국의 MBC 보도본부의 기자이다.

## 경력
- MBC 보도본부 사회부 기자
- MBC 보도본부 경제부 기자
- MBC 보도본부 보도기획부 기자
- MBC 보도본부 도쿄특파원
- MBC 뉴스룸 아침뉴스센터장(부국장)
- MBC 뉴스룸 탐사제작센터장(부국장급)